# DFS Classic 2005
Il DFS Classic 2005  è stato un torneo di tennis giocato sull'erba.
È stata la 24ª edizione del DFS Classic, che fa parte della categoria Tier III nell'ambito del WTA Tour 2005.
Si è giocato al Edgbaston Priory Club a Birmingham in Inghilterra,
dal 6 al 12 giugno 2005.

## Campionesse

### Singolare
Marija Šarapova ha battuto in finale  Jelena Janković con il punteggio di 6–2, 4–6, 6–1

### Doppio
Daniela Hantuchová /  Ai Sugiyama hanno battuto in finale  Eléni Daniilídou /  Jennifer Russell con il punteggio di 6–2, 6–3